# Governo Helle Thorning-Schmidt II
O Governo Helle Thorning-Schmidt II  foi um governo de minoria, formado com base nas Eleições legislativas dinamarquesas de 2011, constituído pelo Partido Social-Democrata (SD) e pela Esquerda Radical (RV), depois da saída do governo do Partido Popular Socialista (SF), em janeiro de 2014, que continuou contudo a dar apoio parlamentar juntamente com a Aliança Vermelha e Verde.
Entrou em funções em 3 de fevereiro de 2014, e apresentou a sua demissão em 19 de junho de 2015, no dia seguinte às eleições legislativas na Dinamarca em 2015.